# 動物と子供たちの詩 (映画)
『動物と子供たちの詩』（どうぶつとこどもたちのうた、Bless the Beasts and Children）は、1971年のアメリカ合衆国の映画。グレンドン・スワザウトの小説を原作とし、サマーキャンプから脱走した6人の少年の冒険を描いている。監督はスタンリー・クレイマー。主演はビル・マミーとバリー・ロビンズ。主題歌はカーペンターズが担当した。
劇中に使用された楽曲の一つは、後に1976年モントリオールオリンピックでナディア・コマネチが出場した際のテーマソングとして使われ、『妖精コマネチのテーマ』として広く知られることとなった。

## キャスト
| 役名        | 俳優                 | 日本語吹替 |
| 役名        | 俳優                 | フジテレビ版 |
| ----------- | -------------------- | --- |
| テフト      | ビル・マミー         | 古川登志夫 |
| コットン    | バリー・ロビンズ     | 三景啓司 |
| シェッカー  | マイルズ・チェイピン | 古谷徹 |
| グッデナウ  | ダレル・グレイザー   | 難波克弘 |
| ラリー兄    | ボブ・クレイマー     | 鹿沼政仁 |
| ラリー弟    | マーク・ヴァハニアン | 熊谷誠二 |
| 不明 その他 |                      | 今西正男 池田勝 村越伊知郎 村松康雄 巴菁子 野島昭生 水島裕 木村有里 龍田直樹 黒部鉄 林一子 鈴木博 樋口康仁 鳥海勝美 松永大 |
|             |                      | |
| 演出        | 演出                 | 小柳剛 |
| 翻訳        | 翻訳                 | 岩佐幸子 |
| 効果        |                      | |
| 調整        |                      | |
| 制作        | 制作                 | 東北新社 |
| 解説        |                      | |
| 初回放送    | 初回放送             | 1978年11月26日 『夜のロードショー』 0:55-3:00                                                                              |

## スタッフ
- 監督・製作：スタンリー・クレイマー
- 脚本：マック・ベノフ
- 撮影：マイケル・ユーゴ
- 音楽：バリー・デ・ヴォーゾン、ペリー・ボトキン・Jr.